# Ibn Zafar

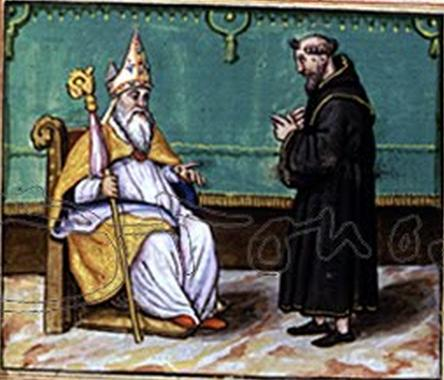
Ibn Zafar al-Siqilli, miniatura del XII secolo

Ḥuǧǧat al-Dīn Abū ʿAbd Allāh Muḥammad b. Abī Muḥammad b. Muḥammad b. Ẓafar al-Ṣaqal, in arabo حجة الدين أبو عبد الله محمد بن أبي محمد بن محمد بن ظفر الصقل‎?, semplicemente conosciuto come Ibn Ẓafar al-Ṣiqillī (il Siciliano) (1104 – Hama, 1170 o 1172), è stato un filosofo e politologo arabo del periodo normanno.

## Biografia
Nacque in Sicilia come il suo nome fa presente. Studiò alla Mecca viaggiando anche nell'Egitto durante il periodo fatimide e a Mahdia, una città della costa tunisina in preda al dominio normanno nel 1148. Dopo esser ritornato in Sicilia per qualche tempo, Ibn Zafar ritornò in Egitto per stabilirsi poi ad Aleppo dove fu insegnante. Verso il 1154 ritornò un'altra volta in Sicilia dove lavorò al servizio di Ibn Hajar, un generale arabo dell'esercito normanno.

Qualche tempo dopo lasciò la Sicilia definitivamente e si rifugiò ad Hama, in Siria, dove morì.

## L'opera
Quasi sconosciuto in Occidente e dai suoi contemporanei arabi, Ibn Zafar fu riscoperto da Michele Amari che nel 1851 ne tradusse l'opera principale Sulwān al-muṭāʿ (in arabo سلوان المطاع في عدوان الأتباع‎?; Sulwān al-muṭāʿ fī ʿudwān al-atbāʿ) in lingua italiana, riproposta nel 1973 a Palermo da Paolo Minganti. L'opera è una serie di consigli per l'uso del potere indirizzato a re, principi, califfi e quanti altri esercitano la professione del comando sui sudditi o subalterni. I testi e i consigli assomigliano a quelli che quattro secoli dopo Niccolò Machiavelli dava ai Medici nel suo Il Principe.
È anche autore di un libro di biografie tradotto in italiano, in inglese e in turco.